# 麥克亞瑟 (澳大利亞國會選區)
麥克亞瑟選區（英語：Division of Macarthur）是澳大利亞新南威爾斯州的下議院選區，位於悉尼西南郊區。面積798平方公里。
選區始於1949年。選區名紀念澳大利亞羊毛業先驅約翰·麥克亞瑟及其夫人伊莉莎白·麥克亞瑟。
本區自1972年至1996年是工黨佔優的選區，此後被自由黨取代。2001年以來當區的議員是帕特·法默。本區自1972年至2004年勝出議員所屬政黨都能在該次大選勝出。雖然紀錄在2007年大選中被打破，但法默的領先幅度也比2004年大為減少。